# Urtica taiwaniana
Urtica taiwaniana là loài thực vật có hoa trong họ Tầm ma. Loài này được S.S. Ying miêu tả khoa học đầu tiên năm 1975.